# Damian Rhodes
Pour les articles homonymes, voir Rhodes (homonymie).
Damian Rhodes (né le 28 mai 1969 à Saint Paul dans l'État du Minnesota aux États-Unis) est un joueur professionnel américain de hockey sur glace qui évoluait au poste de gardien de but.

## Carrière en club
Damian Rhodes commence sa carrière avec l'équipe de son école les Richfield Spartans avant de participer au repêchage d'entrée dans la Ligue nationale de hockey de 1987. Il est alors choisi par les Maple Leafs de Toronto en tant que 112e joueur choisi (sixième tour). Il rejoint alors l'université technologique du Michigan et joue au sein des Huskies de Michigan Tech du championnat NCAA. Le 21 janvier 1989, il inscrit un but au cours de sa seconde saison.
En 1990, une fois ses études finies, il rejoint la Ligue américaine de hockey et l'équipe affiliée aux Maple Leafs, les Saints de Newmarket. Il joue un match dans la Ligue nationale de hockey lors de cette même saison avec Toronto. L'année suivante, il joue pour les Maple Leafs de Saint-Jean et partage le temps dans les buts de l'équipe avec Félix Potvin. Lors de la saison suivante, Potvin joue pour Toronto et Rhodes devient le gardien numéro un de St. John's et en 1993-1994, il est le gardien remplaçant de la franchise de Toronto.
En janvier 1996, il est échangé aux Islanders de New York avec Ken Belanger contre des considérations futures. Le même jour, il est échangé une nouvelle fois en compagnie de Wade Redden et rejoint les Sénateurs d'Ottawa en retour de Don Beaupre, Martin Straka et Bryan Berard.
Il trouve enfin une place de titulaire mais l'équipe des Sénateurs connaît des difficultés et il faut attendre 1997-1998 pour le voir atteindre cinq blanchissages dans une saison. Le 2 janvier 1999, lors d'un match contre les Devils du New Jersey, il fait encore une fois parler de lui. En effet, lors d'une victoire 6 à 0, il devient le cinquième gardien de but de l'histoire de la LNH à inscrire un but. Il inscrit son second but dans sa carrière dans les buts d'un autre gardien buteur, Martin Brodeur, ce dernier étant sortie lors d'une pénalité différée quand Lyle Odelein a, par inadvertance, envoyé le palet au fond du filet.
Entre 1996 et 1999, il est mis en compétition par Ron Tugnutt et finalement à la suite d'une nouvelle expansion de la LNH, il devient un des premiers gardiens des Thrashers d'Atlanta. Il ne joue quasiment plus de matchs des saisons qui vont suivre et à la suite d'une opération d'une hernie discale en mars 2002, il manque la majorité des matchs de la saison 2002-03 et 2003-04 et met alors fin à sa carrière
En dix saisons dans la LNH, il a joué 309 matchs soit 17 339 minutes jouées, 99 victoires, 140 défaites, 48 matchs nuls et 820 buts encaissés ce qui correspond à une moyenne 2,84 buts encaissés par match.

## Carrière internationale
Il représente les États-Unis lors du championnat du monde junior 1988 (6e place), puis en 1991, il joue le championnat du monde (4e place). Lors de cette édition, il ne joue pas de match et il faut attendre l'édition de 2000, il joue cinq matchs et l'équipe finit à la cinquième place du classement. En 2003, il joue un match alors que les États-Unis finissent à la treizième place.

## Statistiques

### En club
| Saison     | Équipe                    | Ligue      |     | Saison régulière | Saison régulière | Saison régulière | Saison régulière | Saison régulière | Saison régulière | Saison régulière | Saison régulière | Saison régulière | Saison régulière |   | Séries éliminatoires | Séries éliminatoires | Séries éliminatoires | Séries éliminatoires | Séries éliminatoires | Séries éliminatoires | Séries éliminatoires | Séries éliminatoires | Séries éliminatoires |
| Saison     | Équipe                    | Ligue      | PJ  | V                | D                | Pr/N             | Min              | BC               | Moy              | % Arr            | Bl               | Pun              | PJ               | V | D                    | Min                  | BC                   | Moy                  | % Arr                | Bl                   | Pun                  |                      |                      |
| 1987-1988  | Michigan Tech             | WCHA       | 29  | 16               | 10               | 1                | 1 625            | 114              | 4,20             | 89,3             | 0                |                  | -                | - | -                    | -                    | -                    | -                    | -                    | -                    |                      |                      |                      |
| 1988-1989  | Michigan Tech             | WCHA       | 37  | 15               | 22               | 0                | 2 216            | 163              | 4,41             | 88,9             | 0                |                  | -                | - | -                    | -                    | -                    | -                    | -                    | -                    |                      |                      |                      |
| 1989-1990  | Michigan Tech             | WCHA       | 25  | 6                | 17               | 0                | 1 358            | 119              | 5,26             | 88,0             | 0                |                  | -                | - | -                    | -                    | -                    | -                    | -                    | -                    |                      |                      |                      |
| 1990-1991  | Saints de Newmarket       | LAH        | 38  | 8                | 24               | 3                | 2 154            | 144              | 4,01             | 88,7             | 1                |                  | -                | - | -                    | -                    | -                    | -                    | -                    | -                    |                      |                      |                      |
| 1990-1991  | Maple Leafs de Toronto    | LNH        | 1   | 1                | 0                | 0                | 60               | 1                | 1,00             | 96,2             | 0                |                  | -                | - | -                    | -                    | -                    | -                    | -                    | -                    |                      |                      |                      |
| 1991-1992  | Maple Leafs de Saint-Jean | LAH        | 43  | 20               | 16               | 5                | 2 454            | 148              | 3,62             | 88,9             | 0                |                  | 6                | 4 | 1                    | 331                  | 16                   | 2,90                 | 91,4                 | 0                    |                      |                      |                      |
| 1992-1993  | Maple Leafs de Saint-Jean | LAH        | 52  | 27               | 16               | 8                | 3 074            | 184              | 3,59             | 89,5             | 1                |                  | 9                | 4 | 5                    | 538                  | 37                   | 4,13                 |                      | 0                    |                      |                      |                      |
| 1993-1994  | Maple Leafs de Toronto    | LNH        | 22  | 9                | 7                | 3                | 1 213            | 53               | 2,62             | 90,2             | 0                |                  | 1                | 0 | 0                    | 1                    | 0                    | 0,00                 | -                    | 0                    |                      |                      |                      |
| 1994-1995  | Maple Leafs de Toronto    | LNH        | 13  | 6                | 6                | 1                | 760              | 34               | 2,68             | 91,6             | 0                |                  | -                | - | -                    | -                    | -                    | -                    | -                    | -                    |                      |                      |                      |
| 1995-1996  | Maple Leafs de Toronto    | LNH        | 11  | 4                | 5                | 1                | 624              | 29               | 2,79             | 90,4             | 0                |                  | -                | - | -                    | -                    | -                    | -                    | -                    | -                    |                      |                      |                      |
| 1995-1996  | Sénateurs d'Ottawa        | LNH        | 36  | 10               | 22               | 4                | 2 123            | 98               | 2,77             | 90,6             | 2                |                  | -                | - | -                    | -                    | -                    | -                    | -                    | -                    |                      |                      |                      |
| 1996-1997  | Sénateurs d'Ottawa        | LNH        | 50  | 14               | 20               | 14               | 2 934            | 133              | 2,72             | 89,0             | 1                |                  | -                | - | -                    | -                    | -                    | -                    | -                    | -                    |                      |                      |                      |
| 1997-1998  | Sénateurs d'Ottawa        | LNH        | 50  | 19               | 19               | 7                | 2 743            | 107              | 2,34             | 90,7             | 5                |                  | 10               | 5 | 5                    | 590                  | 21                   | 2,14                 | 91,1                 | 0                    |                      |                      |                      |
| 1998-1999  | Sénateurs d'Ottawa        | LNH        | 45  | 22               | 13               | 7                | 2 480            | 101              | 2,44             | 90,5             | 3                |                  | 2                | 0 | 2                    | 150                  | 6                    | 2,40                 | 90,8                 | 0                    |                      |                      |                      |
| 1999-2000  | Thrashers d'Atlanta       | LNH        | 28  | 5                | 19               | 3                | 1561             | 101              | 3,88             | 87,4             | 1                |                  | -                | - | -                    | -                    | -                    | -                    | -                    | -                    |                      |                      |                      |
| 2000-2001  | Thrashers d'Atlanta       | LNH        | 38  | 7                | 19               | 7                | 2 072            | 116              | 3,36             | 89,7             | 0                |                  | -                | - | -                    | -                    | -                    | -                    | -                    | -                    |                      |                      |                      |
| 2001-2002  | Thrashers d'Atlanta       | LNH        | 15  | 2                | 10               | 1                | 769              | 47               | 3,67             | 89,3             | 0                |                  | -                | - | -                    | -                    | -                    | -                    | -                    | -                    |                      |                      |                      |
| 2002-2003  | Lock Monsters de Lowell   | LAH        | 7   | 1                | 4                | 0                | 379              | 26               | 4,12             | 86,9             | 0                |                  | -                | - | -                    | -                    | -                    | -                    | -                    | -                    |                      |                      |                      |
| 2002-2003  | Grrrowl de Greenville     | ECHL       | 12  | 2                | 8                | 2                | 687              | 43               | 3,76             | 89,1             | 1                |                  | 1                | 0 | 1                    | 60                   | 6                    | 6,00                 | 87,5                 | 0                    |                      |                      |                      |
| Totaux LNH | Totaux LNH                | Totaux LNH | 309 | 99               | 140              | 48               | 17 339           | 820              | 2,84             | 89,9             | 12               |                  | 13               | 5 | 7                    | 741                  | 27                   | 2,19                 | 91,0                 | 0                    |                      |                      |                      |

### En équipe nationale
| Année | Équipe         | Compétition                 |   | PJ | V | D | Pr/N | Min | BC   | Moy  | % Arr | Bl | Pun       |  | Résultat |
| 1988  | États-Unis U20 | Championnat du monde junior | 5 |    |   |   | 204  | 20  | 5,88 |      |       |    | 6e place  |  |          |
| 1991  | États-Unis     | Championnat du monde        | - | -  | - | - | -    | -   | -    | -    | -     |    | 4e place  |  |          |
| 2000  | États-Unis     | Championnat du monde        | 5 | 3  | 1 | 1 | 300  | 12  | 2,40 | 89,8 | 1     |    | 5e place  |  |          |
| 2003  | États-Unis     | Championnat du monde        | 1 |    |   |   | 12   | 0   | 0,00 | 100  | 0     |    | 13e place |  |          |